# Luis Arnáez
Luis Diego Arnáez Villegas (Guanacaste, 6 novembre 1967) è un allenatore di calcio ed ex calciatore costaricano, di ruolo centrocampista.

## Carriera

### Club
A livello professionistico ha sempre giocato nel campionato costaricano, vestendo due maglie con le quali ha raccolto più di 500 presenze.

### Nazionale
Con la Nazionale costaricana ha disputato due edizioni della Gold Cup.